# Halecium bruniensis
Halecium bruniensis is een hydroïdpoliep uit de familie Haleciidae. De poliep komt uit het geslacht Halecium. Halecium bruniensis werd in 1975 voor het eerst wetenschappelijk beschreven door Watson. 